# Polska na Letnich Igrzyskach Olimpijskich 1960
| Występy Polaków na Letnich Igrzyskach Olimpijskich 1960 |     |       |        |      |      |      |      |      |      |        |
| Sportowcy                                               | Lp. | złoto | srebro | brąz | 4 m. | 5 m. | 6 m. | 7 m. | 8 m. | Punkty |
| 185                                                     | 9.  | 4     | 6      | 11   | 5    | 18   | 5    | 9    | 4    | 274    |

## Zdobyte medale
| Medale według dni | Medale według dni | Medale według dni | Medale według dni | Medale według dni | Medale według dni | Medale według dni |
| ----------------- | ----------------- | ----------------- | ----------------- | ----------------- | ----------------- | ----------------- |
| Dzień             | Data              |                   |                   |                   |                   |                   |
| Dzień 0           | 25.08             | –                 | –                 | –                 | –                 |                   |
| Dzień 1           | 26.08             | 0                 | 0                 | 0                 | 0                 |                   |
| Dzień 2           | 27.08             | 0                 | 0                 | 0                 | 0                 |                   |
| Dzień 3           | 28.08             | 0                 | 0                 | 0                 | 0                 |                   |
| Dzień 4           | 29.08             | 0                 | 0                 | 2                 | 2                 |                   |
| Dzień 5           | 30.08             | 0                 | 0                 | 0                 | 0                 |                   |
| Dzień 6           | 31.08             | 0                 | 1                 | 0                 | 1                 |                   |
| Dzień 7           | 01.09             | 0                 | 0                 | 0                 | 0                 |                   |
| Dzień 8           | 02.09             | 0                 | 0                 | 1                 | 1                 |                   |
| Dzień 9           | 03.09             | 1                 | 0                 | 5                 | 6                 |                   |
| Dzień 10          | 04.09             | 0                 | 0                 | 0                 | 0                 |                   |
| Dzień 11          | 05.09             | 1                 | 3                 | 0                 | 4                 |                   |
| Dzień 12          | 06.09             | 1                 | 0                 | 1                 | 2                 |                   |
| Dzień 13          | 07.09             | 0                 | 0                 | 0                 | 0                 |                   |
| Dzień 14          | 08.09             | 0                 | 1                 | 1                 | 2                 |                   |
| Dzień 15          | 09.09             | 1                 | 0                 | 1                 | 2                 |                   |
| Dzień 16          | 10.09             | 0                 | 1                 | 0                 | 1                 |                   |
| Dzień 17          | 11.09             | 0                 | 0                 | 0                 | 0                 |                   |

| Medal  | Zawodnik                                                                                      | Dyscyplina           | Konkurencja                   | Rezultat | Data        |
| ------ | --------------------------------------------------------------------------------------------- | -------------------- | ----------------------------- | -------- | ----------- |
| Złoto  | Zdzisław Krzyszkowiak                                                                         | Lekkoatletyka        | bieg na 3000 m z przeszkodami | 8:34,2   | 3 września  |
| Złoto  | Kazimierz Paździor                                                                            | Boks                 | waga lekka                    | 4:1      | 5 września  |
| Złoto  | Józef Szmidt                                                                                  | Lekkoatletyka        | trójskok                      | 16,44    | 6 września  |
| Złoto  | Ireneusz Paliński                                                                             | Podnoszenie ciężarów | waga lekkociężka              | 442,5    | 9 września  |
| Srebro | Elżbieta Krzesińska                                                                           | Lekkoatletyka        | skok w dal                    | 6,27     | 31 sierpnia |
| Srebro | Jerzy Adamski                                                                                 | Boks                 | waga piórkowa                 | 1:4      | 5 września  |
| Srebro | Tadeusz Walasek                                                                               | Boks                 | waga średnia                  | 2:3      | 5 września  |
| Srebro | Zbigniew Pietrzykowski                                                                        | Boks                 | waga półciężka                | 0:5      | 5 września  |
| Srebro | Jarosława Jóźwiakowska                                                                        | Lekkoatletyka        | skok wzwyż                    | 1,71     | 8 września  |
| Srebro | Marian Kuszewski Emil Ochyra Jerzy Pawłowski Andrzej Piątkowski Wojciech Zabłocki Ryszard Zub | Szermierka           | szabla drużynowo              | 7:9      | 10 września |
| Brąz   | Daniela Walkowiak                                                                             | Kajakarstwo          | jedynka 500 m                 | 2:10,46  | 29 sierpnia |
| Brąz   | Stefan Kapłaniak Władysław Zieliński                                                          | Kajakarstwo          | dwójka 1000 m                 | 3:37,34  | 29 sierpnia |
| Brąz   | Kazimierz Zimny                                                                               | Lekkoatletyka        | bieg na 5000 m                | 13:44,8  | 2 września  |
| Brąz   | Teodor Kocerka                                                                                | Wioślarstwo          | jedynka                       | 7:21,26  | 3 września  |
| Brąz   | Tadeusz Rut                                                                                   | Lekkoatletyka        | rzut młotem                   | 65,64    | 3 września  |
| Brąz   | Brunon Bendig                                                                                 | Boks                 | waga kogucia                  | 1:4      | 3 września  |
| Brąz   | Marian Kasprzyk                                                                               | Boks                 | waga lekkopółśrednia          | walkower | 3 września  |
| Brąz   | Leszek Drogosz                                                                                | Boks                 | waga piórkowa                 | 1:4      | 3 września  |
| Brąz   | Tadeusz Trojanowski                                                                           | Zapasy               | styl wolny, waga kogucia      | 4-3      | 6 września  |
| Brąz   | Barbara Janiszewska Celina Jesionowska Halina Richter Teresa Wieczorek                        | Lekkoatletyka        | sztafeta 4x100 m              | 45,0     | 8 września  |
| Brąz   | Jan Bochenek                                                                                  | Podnoszenie ciężarów | waga lekkociężka              | 420,0    | 9 września  |

## Występy Polaków

### Boks
- Henryk Kukier – waga musza, przegrał 1. walkę (2. eliminacja)
- Brunon Bendig – waga kogucia, 3.-4. miejsce (brązowy medal)
- Jerzy Adamski – waga piórkowa, 2. miejsce (srebrny medal)
- Kazimierz Paździor – waga lekka, 1. miejsce (złoty medal)
- Marian Kasprzyk – waga lekkopółśrednia, 3.-4. miejsce (brązowy medal)
- Leszek Drogosz – waga półśrednia, 3.-4. miejsce (brązowy medal)
- Henryk Dampc – waga lekkośrednia, odpadł w ćwierćfinale
- Tadeusz Walasek – waga średnia, 2. miejsce (srebrny medal)
- Zbigniew Pietrzykowski – waga półciężka, 2. miejsce (srebrny medal)
- Władysław Jędrzejewski – waga ciężka, przegrał 1. walkę (2. eliminacja)

### Gimnastyka sportowa
- Natalia Kot – wielobój, 12. miejsce; ćwiczenia wolne, 12.-14. miejsce; poręcze, 9.-10. miejsce; skok przez konia, 13.-14. miejsce; równoważnia, 21.-25. miejsce
- Danuta Stachow – wielobój, 17. miejsce; ćwiczenia wolne, 12.-14. miejsce; poręcze, 33. miejsce; skok przez konia, 29.-30. miejsce; równoważnia, 32. miejsce
- Barbara Eustachiewicz – wielobój, 24.-25. miejsce; ćwiczenia wolne, 33.-44. miejsce; poręcze, 37.-41. miejsce; skok przez konia, 36.-38. miejsce; równoważnia, 28.-31. miejsce
- Eryka Mondry – wielobój, 32. miejsce; ćwiczenia wolne, 35.-37. miejsce; poręcze, 47. miejsce; skok przez konia, 54. miejsce; równoważnia, 26.-27. miejsce
- Gizela Niedurny – wielobój, 37. miejsce; ćwiczenia wolne, 20. miejsce; poręcze, 11.-14. miejsce; skok przez konia, 44.-49. miejsce; równoważnia, 75. miejsce
- Brygida Dziuba – wielobój, 52. miejsce; ćwiczenia wolne, 21.-22. miejsce; poręcze, 62.-64. miejsce; skok przez konia, 40.-41. miejsce; równoważnia, 61.-63. miejsce
- Drużyna (Kot, Stachow, Eustachiewicz, Mondry, Niedurny, Dziuba) – wielobój, 5. miejsce
- Andrzej Konopka – wielobój, 46. miejsce; ćwiczenia wolne, 26.-29. miejsce; koń z łękami, 62.-64. miejsce; kółka, 43.-45. miejsce; poręcze, 46.-49. miejsce; skok przez konia, 93.-94. miejsce; drążek, 38.-41. miejsce
- Alfred Kucharczyk – wielobój, 56.-58. miejsce; ćwiczenia wolne, 19.-20. miejsce; koń z łękami, 62.-64. miejsce; kółka, 88.-90. miejsce; poręcze, 52.-53. miejsce; skok przez konia, 58.-60. miejsce; drążek, 56.-58. miejsce
- Ernest Hawełek – wielobój, 60. miejsce; ćwiczenia wolne, 66.-68. miejsce; koń z łękami, 62.-64. miejsce; kółka, 55.-58. miejsce; poręcze, 78.-80. miejsce; skok przez konia, 52.-57. miejsce; drążek, 38.-41. miejsce
- Jerzy Jokiel – wielobój, 61.-62. miejsce; ćwiczenia wolne, 10.-12. miejsce; koń z łękami, 73.-75. miejsce; kółka, 73.-76. miejsce; poręcze, 60.-65. miejsce; skok przez konia, 52.-57. miejsce; drążek, 84.-85. miejsce
- Józef Rajnisz – wielobój, 72. miejsce; ćwiczenia wolne, 92.-94. miejsce; koń z łękami, 33.-35. miejsce; kółka, 30.-33. miejsce; poręcze, 99.-100. miejsce; skok przez konia, 73.-80. miejsce; drążek, 65.-69. miejsce
- Aleksander Rokosa – wielobój, 74. miejsce; ćwiczenia wolne, 52.-59. miejsce; koń z łękami, 80.-81. miejsce; kółka, 36.-38. miejsce; poręcze, 35.-38. miejsce; skok przez konia, 112. miejsce; drążek, 93.-95. miejsce
- Drużyna (Konopka, Kucharczyk, Hawełek, Jokiel, Rajnisz, Rokosa) – wielobój, 10.-11. miejsce

### Hokej na trawie
- Zdzisław Wojdylak, Jan Górny, Kazimierz Dąbrowski, Czesław Kubiak, Jerzy Siankiewicz, Władysław Śmigielski, Ryszard Marzec, Narcyz Maciaszczyk, Roman Micał, Witold Ziaja, Alfons Flinik, Henryk Flinik, Jan Flinik, Leon Wiśniewski, Andrzej Ptak, Włodzimierz Różański – 12. miejsce

### Jeździectwo
- Marian Babirecki – WKKW, 8. miejsce
- Andrzej Orłoś – WKKW, 17. miejsce
- Andrzej Kobyliński – WKKW, nie ukończył
- Marek Roszczynialski – WKKW, nie ukończył
- Drużyna (Babirecki, Orłoś, Kobyliński, Roszczynialski) – WKKW, nie ukończyła

### Kajakarstwo
- Daniela Walkowiak – K-1, 500 m, 3. miejsce (brązowy medal)
- Daniela Walkowiak, Janina Mendalska – K-2, 500 m, 4. miejsce
- Ryszard Skwarski – K-1, 1000 m, odpadł w półfinale
- Stefan Kapłaniak, Władysław Zieliński – K-2, 1000 m, 3. miejsce (brązowy medal)
- Ryszard Skwarski, Ryszard Marchlik, Władysław Zieliński, Stefan Kapłaniak – K-1, sztafeta 4 × 500 m, 4. miejsce

### Kolarstwo
- Stanisław Gazda – szosa, 6. miejsce
- Bogusław Fornalczyk – szosa, 11. miejsce
- Wiesław Podobas – szosa, 12. miejsce
- Jan Chtiej – szosa, 54. miejsce
- Jan Chtiej, Bogusław Fornalczyk, Wiesław Podobas, Mieczysław Wilczewski – szosa drużynowo na czas, 10. miejsce

### Koszykówka
- Janusz Wichowski, Andrzej Pstrokoński, Jerzy Piskun, Krzysztof Sitkowski, Mieczysław Łopatka, Zbigniew Dregier, Jerzy Młynarczyk, Andrzej Nartowski, Ryszard Olszewski, Dariusz Świerczewski, Bohdan Przywarski, Tadeusz Pacuła – 7. miejsce

### Lekka atletyka
- Halina Richter – 100 m, odpadła w półfinale; 200 m, odpadła w półfinale
- Teresa Wieczorek – 100 m, odpadła w półfinale; 80 m przez płotki, odpadła w półfinale
- Barbara Janiszewska – 200 m, 5. miejsce
- Celina Jesionowska – 200 m, odpadła w półfinale
- Beata Żbikowska – 800 m, 8. miejsce
- Krystyna Nowakowska – 800 m, odpadła w eliminacjach
- Zofia Walasek – 800 m, odpadła w eliminacjach
- Barbara Sosgórnik – 80 m przez płotki, odpadła w półfinale
- Teresa Wieczorek, Barbara Janiszewska, Celina Jesionowska, Halina Richter – sztafeta 4 × 100 m, 3. miejsce (brązowy medal)
- Jarosława Jóźwiakowska – skok wzwyż, 2.-3. miejsce (srebrny medal)
- Elżbieta Krzesińska – skok w dal, 2. miejsce (srebrny medal)
- Maria Chojnacka – skok w dal, 11. miejsce
- Maria Bibro – skok w dal, 13. miejsce
- Jadwiga Klimaj – pchnięcie kulą, 10. miejsce
- Eugenia Rusin – pchnięcie kulą, 11.miejsce
- Kazimiera Rykowska – rzut dyskiem, odpadła w eliminacjach
- Urszula Figwer – rzut oszczepem, 5. miejsce
- Marian Foik – 100 m, odpadł w półfinale; 200 m, 4. miejsce
- Jerzy Kowalski – 400 m, odpadł w ćwierćfinale
- Stanisław Swatowski – 400 m, odpadł w ćwierćfinale
- Zbigniew Makomaski – 800 m, odpadł w ćwierćfinale
- Stefan Lewandowski – 800 m, odpadł w eliminacjach; 1500 m, odpadł w eliminacjach
- Zbigniew Orywał – 800 m, odpadł w eliminacjach; 1500 m, odpadł w eliminacjach
- Kazimierz Zimny – 5000 m, 3. miejsce (brązowy medal) ; 10 000 m, nie ukończył
- Marian Jochman – 5000 m, odpadł w eliminacjach
- Zdzisław Krzyszkowiak – 10 000 m, 7. miejsce; 3000 m z przeszkodami, 1. miejsce (złoty medal)
- Stanisław Ożóg – 10 000 m, 18. miejsce
- Roman Muzyk – 110 m przez płotki, odpadł w ćwierćfinale
- Wiesław Król – 400 m przez płotki, odpadł w eliminacjach
- Zdzisław Kumiszcze – 400 m przez płotki, odpadł w eliminacjach
- Jerzy Chromik – 3000 m z przeszkodami, odpadł w eliminacjach
- Marian Foik, Janusz Jarzembowski, Józef Szmidt, Jerzy Juskowiak – sztafeta 4 × 100 m, odpadła w eliminacjach (dyskwalifikacja)
- Edward Bożek, Stanisław Swatowski, Bogusław Gierajewski, Jerzy Kowalski – sztafeta 4 × 400 m, odpadła w półfinale
- Piotr Sobotta – skok wzwyż, 15. miejsce
- Andrzej Krzesiński – skok o tyczce, 12. miejsce
- Janusz Gronowski – skok o tyczce, odpadł w eliminacjach
- Kazimierz Kropidłowski – skok w dal, odpadł w eliminacjach
- Józef Szmidt – trójskok, 1. miejsce (złoty medal)
- Ryszard Malcherczyk – trójskok, 6. miejsce
- Jan Jaskólski – trójskok, odpadł w eliminacjach
- Alfred Sosgórnik – pchnięcie kulą, 6. miejsce
- Eugeniusz Kwiatkowski – pchnięcie kulą, odpadł w eliminacjach
- Edmund Piątkowski – rzut dyskiem, 5. miejsce
- Zenon Begier – rzut dyskiem, 14. miejsce
- Tadeusz Rut – rzut młotem, 3. miejsce (brązowy medal)
- Olgierd Ciepły – rzut młotem, 5. miejsce
- Zbigniew Radziwonowicz – rzut oszczepem, 7. miejsce
- Janusz Sidło – rzut oszczepem, 8. miejsce

### Pięciobój nowoczesny
- Stanisław Przybylski – 7. miejsce
- Jarosław Paszkiewicz – 14. miejsce
- Kazimierz Mazur – 20. miejsce
- Drużyna (Przybylski, Paszkiewicz, Mazur) – 5. miejsce

### Piłka nożna
- Edward Szymkowiak, Tomasz Stefaniszyn, Hubert Pala, Henryk Szczepański, Henryk Grzybowski, Jerzy Woźniak, Marceli Strzykalski, Edmund Zientara, Zygmunt Gadecki, Lucjan Brychczy, Stanisław Hachorek, Ernest Pol, Roman Lentner – odpadli w eliminacjach

Rzym Polska-Tunezja 6-1(3-1)
Livorno Dania-Polska 2-1(1-0)
Neapol Argentyna-Polska 2-0(1-0)

### Pływanie
- Andrzej Salamon – 100 m stylem dowolnym, odpadł w półfinale (10. czas)
- Bernard Aluchna – 100 m stylem dowolnym, odpadł w półfinale (16. czas)
- Jerzy Tracz – 400 m stylem dowolnym, odpadł w eliminacjach (19. czas)
- Jan Lutomski – 400 m stylem dowolnym, odpadł w eliminacjach (27. czas)
- Andrzej Kłopotowski – 200 m stylem klasycznym, 7. miejsce
- Andrzej Salamon, Bernard Aluchna, Jerzy Tracz, Jan Lutomski – sztafeta 4 × 200 m stylem dowolnym, odpadli w eliminacjach (9. czas)

### Podnoszenie ciężarów
- Marian Jankowski – waga kogucia, 5. miejsce
- Marian Zieliński – waga lekka, 4. miejsce
- Waldemar Baszanowski – waga lekka, 5. miejsce
- Krzysztof Beck – waga średnia, 5. miejsce
- Ireneusz Paliński – waga półciężka, 1. miejsce (złoty medal)
- Jan Bochenek – waga półciężka, 3. miejsce (brązowy medal)
- Czesław Białas – waga lekociężka, 7. miejsce

### Skoki do wody
- Jerzy Kowalewski – wieża, odpadł w półfinale; trampolina, odpadł w eliminacjach

### Strzelectwo
- Stanisław Romik – pistolet dowolny 50 m, 5. miejsce
- Andrzej Tomza – pistolet dowolny 50 m, 28. miejsce
- Czesław Zając – pistolet szybkostrzelny 25 m, 7. miejsce
- Jerzy Nowicki – karabinek sportowy 3 pozycje 50 m, 5. miejsce; karabinek sportowy leżąc 50 m, 26. miejsce
- Henryk Górski – karabinek sportowy 3 pozycje 50 m, 19. miejsce; karabinek sportowy leżąc 50 m, 13. miejsce; karabin dowolny 3 pozycje 300 m, 17. miejsce
- Stefan Masztak – karabin dowolny 3 pozycje 300 m, 13. miejsce
- Adam Smelczyński – rzutki trap, 7. miejsce

### Szermierka
- Elżbieta Pawlas – floret, 6. miejsce
- Sylwia Julito – floret, odpadła w ćwierćfinale
- Wanda Kaczmarczyk – floret, odpadła w eliminacjach
- Sylwia Julito, Wanda Kaczmarczyk, Genowefa Migas, Barbara Orzechowska, Elżbieta Pawlas – 5.-8. miejsce
- Witold Woyda – floret, 4. miejsce
- Ryszard Parulski – floret, odpadł w półfinale
- Janusz Różycki – floret, odpadł w półfinale
- Egon Franke, Ryszard Kunze, Ryszard Parulski, Janusz Różycki, Witold Woyda, – floret, 5.-8. miejsce
- Wiesław Glos – szpada, odpadł w ćwierćfinale
- Bohdan Gonsior – szpada, odpadł w ćwierćfinale
- Janusz Kurczab – szpada, odpadł w ćwierćfinale
- Wiesław Glos, Bohdan Gonsior, Andrzej Kryński, Janusz Kurczab, Jerzy Strzałka – szpada, odpadli w 1/8 finału
- Wojciech Zabłocki – szabla, 5. miejsce
- Jerzy Pawłowski – szabla, 6. miejsce
- Ryszard Zub – szabla, odpadł w ćwierćfinale
- Marian Kuszewski, Emil Ochyra, Jerzy Pawłowski, Andrzej Piątkowski, Wojciech Zabłocki, Ryszard Zub – szabla, 2. miejsce (srebrny medal)

### Wioślarstwo
- Teodor Kocerka – jedynki, 3. miejsce (brązowy medal)
- Benedykt Augustyniak, Bogdan Poniatowski, Kazimierz Neumann, Antoni Rosołowicz – czwórki bez sternika, odpadli w repasażach

### Zapasy
- Stefan Hajduk – styl klasyczny, waga musza, 10.-11. miejsce
- Bernard Knitter – styl klasyczny, waga kogucia, 7.-8. miejsce
- Kazimierz Macioch – styl klasyczny, waga piórkowa, 19.-20. miejsce;
- Ernest Gondzik – styl klasyczny, waga lekka, 5.-10. miejsce
- Edward Żuławnik – styl klasyczny, waga półśrednia, 25. miejsce
- Bolesław Dubicki – styl klasyczny, waga średnia, 5. miejsce
- Włodzimierz Smoliński – styl klasyczny, waga półciężka, 11. miejsce
- Lucjan Sosnowski – styl klasyczny, waga ciężka, 5. miejsce; styl wolny, waga ciężka, 10.-11. miejsce
- Lesław Kropp – styl wolny, waga musza, 11. miejsce
- Tadeusz Trojanowski – styl wolny, waga kogucia, 3.miejsce (brązowy medal)
- Jan Żurawski – styl wolny, waga piórkowa, 12.-14. miejsce
- Jan Kuczyński – styl wolny, waga lekka, 20.-23. miejsce